# Lekkoatletyka na Letnich Igrzyskach Olimpijskich 2012 – sztafeta 4 × 100 m kobiet
Sztafeta 4 × 100 metrów kobiet to jedna z konkurencji, w której rozdano medale w lekkoatletyce na Letnich Igrzyskach Olimpijskich w Londynie.
Dyscyplina rozpoczęła się 9 sierpnia o godzinie 20:20 czasu londyńskiego. Wtedy to rozegrano pierwszą rundę zawodów. Decydująca faza, która wyłoniła mistrzów olimpijskich odbyła się 10 sierpnia o godzinie 20:40 czasu londyńskiego. Zawody odbyły się na Stadionie Olimpijskim w Londynie.
Złoty medal zdobyły Amerykanki, które wynikiem 40,82 s poprawiły, należący od 27 lat do sztafety NRD rekord świata.
| Poz. - pozycja |
| OR - rekord olimpijski \| NR - rekord krajowy \| PB - rekord życiowy \| =PB - wyrównany rekord życiowy \| SB - najlepszy wynik w sezonie \| =SB - wyrównany najlepszy wynik w sezonie |
| DNS - nie wystartował \| DNF - dyskwalifikacja za falstart |
| * wyniki podawane w sekundach |

## Rekordy
W poniższej tabeli przedstawione są rekord świata i rekord olimpijski przed rozegraniem zawodów, tj. na 9 sierpnia 2012 roku.
| Rekord świata     | NRD (Silke Gladisch, Sabine Rieger, Ingrid Auerswald, Marlies Göhr) | 41,37 s | Canberra, Australia | 06.10.1985 |
| Rekord olimpijski | NRD (Romy Müller, Bärbel Wöckel, Ingrid Auerswald, Marlies Göhr)    | 41,60 s | Moskwa, ZSRR        | 01.08.1980 |

## Terminarz
| Data             | Godzina (UTC+1) | Wydarzenie |
| ---------------- | --------------- | ---------- |
| 9 sierpnia 2012  | 20:20           | Eliminacje |
| 10 sierpnia 2012 | 20:40           | Finał      |

## Przebieg zawodów

### Eliminacje
W pierwsze rundzie wystartowało 16 zespołów, które zostały zgłoszone do zawodów. Bezpośrednio do finałowej rundy awansowały trzy najlepsze ekipy (Q) oraz dwie drużyny z najlepszymi czasami, którzy zajęli miejsca gorsze niż trzecie (q).

#### Bieg 1
| Poz. | Tor | Państwo           | Zawodniczki                                                                | Czas  | Uwagi |
| ---- | --- | ----------------- | -------------------------------------------------------------------------- | ----- | ----- |
| 1    | 2   | Stany Zjednoczone | Tianna Madison, Jeneba Tarmoh, Bianca Knight, Lauryn Williams              | 41,64 | Q,    |
| 2    | 4   | Trynidad i Tobago | Michelle-Lee Ahye, Kelly-Ann Baptiste, Kai Selvon, Semoy Hackett           | 42,31 | Q,    |
| 3    | 8   | Holandia          | Kadene Vassell, Dafne Schippers, Eva Lubbers, Jamile Samuel                | 42,45 | Q,    |
| 4    | 7   | Brazylia          | Ana Cláudia Silva, Franciela Krasucki, Evelyn dos Santos, Rosângela Santos | 42,55 | q,    |
| 5    | 3   | Nigeria           | Christy Udoh, Gloria Asumnu, Oludamola Osayomi, Blessing Okagbare          | 42,74 | q,    |
| 6    | 9   | Bahamy            | Sheniqua Ferguson, Chandra Sturrup, Christine Amertil, Anthonique Strachan | 43,07 | SB    |
| 7    | 6   | Szwajcaria        | Michelle Cueni, Mujinga Kambundji, Ellen Sprunger, Léa Sprunger            | 43,54 | PB    |
| 8    | 5   | Japonia           | Anna Doi, Kana Ichikawa, Chisato Fukushima, Yumeka Sano                    | 44,25 |       |

#### Bieg 2
| Poz. | Tor | Państwo  | Zawodniczki                                                                  | Czas  | Uwagi |
| ---- | --- | -------- | ---------------------------------------------------------------------------- | ----- | ----- |
| 1    | 4   | Ukraina  | Ołesia Powch, Chrystyna Stuj, Marija Riemień, Jelizaweta Bryzhina            | 42,36 | Q,    |
| 2    | 6   | Jamajka  | Samantha Henry-Robinson, Sherone Simpson, Schillonie Calvert, Kerron Stewart | 42,37 | Q,    |
| 3    | 9   | Niemcy   | Leena Günther, Anne Cibis, Tatjana Pinto, Verena Sailer                      | 42,69 | Q     |
| 4    | 2   | Polska   | Marika Popowicz, Daria Korczyńska, Marta Jeschke, Ewelina Ptak               | 43,07 |       |
| 5    | 5   | Kolumbia | Yomara Hinestroza, Norma González, Darlenis Obregón, Eliecith Palacios       | 43,21 | SB    |
| 6    | 7   | Rosja    | Olga Biełkina, Natalja Rusakowa, Jelizawieta Sawlinis, Aleksandra Fiedoriwa  | 43,24 | SB    |
| 7    | 3   | Białoruś | Alina Tałaj, Kaciaryna Hanczar, Alena Nieumiarżycka, Julija Bałykina         | 43,90 |       |
| —    | 8   | Francja  | Myriam Soumaré, Ayodelé Ikuesan, Lina Jacques-Sébastien, Johanna Danois      | —     | DQ    |

#### Finał
| Poz. | Tor | Państwo           | Zawodniczki                                                                       | Czas  | Uwagi |
| ---- | --- | ----------------- | --------------------------------------------------------------------------------- | ----- | ----- |
| 1    | 7   | Stany Zjednoczone | Tianna Madison, Allyson Felix, Bianca Knight, Carmelita Jeter                     | 40,82 | WR    |
| 2    | 6   | Jamajka           | Shelly-Ann Fraser-Pryce, Sherone Simpson, Veronica Campbell-Brown, Kerron Stewart | 41,41 | NR    |
| 3    | 5   | Ukraina           | Ołesia Powch, Chrystyna Stuj, Marija Riemień, Jelizaweta Bryzhina                 | 42,04 | NR    |
| 4    | 2   | Nigeria           | Christy Udoh, Gloria Asumnu, Oludamola Osayomi, Blessing Okagbare                 | 42,64 | SB    |
| 5    | 8   | Niemcy            | Leena Günther, Anne Cibis, Tatjana Pinto, Verena Sailer                           | 42,67 |       |
| 6    | 9   | Holandia          | Kadene Vassell, Dafne Schippers, Eva Lubbers, Jamile Samuel                       | 42,70 |       |
| 7    | 3   | Brazylia          | Ana Cláudia Silva, Franciela Krasucki, Evelyn dos Santos, Rosângela Santos        | 42,91 |       |
| —    | 4   | Trynidad i Tobago | Michelle-Lee Ahye, Kelly-Ann Baptiste, Kai Selvon, Semoy Hackett                  | —     | DNF   |